# Окин-Бархаг
Окин-Бархаг, Укин-Бархаг (монг. Охин Бархаг) — старший сын Хабул-хана — основателя и первого хана всех монголов (Хамаг Монгол улуса), предок Чингисхана. Своё имя Окин, которое переводится как «девушка», «дочь», он, согласно «Джами ат-таварих», получил за лицо необычайной красоты. 
В годы правления Хабул-хана Хамаг Монгол улус вёл войну с племенем татар, причиной которой послужила казнь татарского шамана, не сумевшего вылечить заболевшего шурина Хабула, вождя унгиратов Сайн-Тегина. Выждав подходящий момент, татары с целью мести взяли Окин-Бархага в плен и передали своему союзнику — императору Цзинь. По приказу последнего Окин-Бархаг был казнён на «деревянном осле» — предположительно, линчёван. После этого вражда между монголами и Цзинь только усилилась, и до времени Чингисхана они находились в состоянии постоянной войны друг с другом. 
Сыном Окин-Бархага был Хутухту-Юрки; его потомками был основан род джуркин.